# Albert Thiry
Albert Thiry (Warmeriville (departement Marne), 28 maart 1886 – Genève (Zwitserland), 9 december 1966) was een Frans componist en dirigent.

## Levensloop
Thiry studeerde aan het Conservatoire national supérieur de musique in Parijs, onder andere bij Xavier Leroux (1863-1919) en  Paul Paray (1886-1979). Als dirigent was hij een veelgevraagd vakman. Zo dirigeerde hij onder andere de Harmonie l’Avenir Yverdon-les-Bains, Yverdon, Zwitserland, het Orchestre d’Harmonie de Saint-Nazaire, Saint-Nazaire, département Loire-Atlantique, het Orchestre d'Harmonie Saint-Servan-sur-Mer, Saint-Servan-sur-Mer en het Orchestre d'Harmonie de Laval, Laval van 1958 tot 1966.
Als componist schreef hij vooral werken voor harmonieorkest.

## Composities

### Werken voor harmonieorkest
- 1949 Stavia, ouverture
- 1953 Images de France
- 1957 La Forêt chante
- Bonjour, Saint-Nazaire
- Fantaisie Ballet
- Fête à Bailly, fantasie
- Irisée, wals
- La Bergère et le Soldat, ouverture
- La Chambre des enfants, suite
- La Côte aux Fées
- La vale de bois
- Marielle, ouverture
- Ouverture de concert
- Ouverture pour une fête populaire
- Ouverture Provençale
- Petit symphonie folklorique
- Scènes sentimentales
- Suite picturale
- Suite poétique
- Sur la lande fleurie
- Symphonietta
- Trois pièces brèves, suite
- Messe breve la-mineur

- Bibliothèque nationale de France: cb14843599x (data)
- International Standard Name Identifier: 0000 0003 7156 9299
- Système universitaire de documentation: 143788833
- Virtual International Authority File: 191946863